# Glitnir (banco)
Glitnir é o 3º maior banco da Islândia. Foi nacionalizado em 2008, em decorrência da grande crise financeira islandesa de 2008.